# Bahlul Xah Lodi
Bahlul Xah Lodi (Bahlul Shah Lodi, abans de regnar Bahlul Khan Lodi) (vers 1406/1412-1489) fou un sultà musulmà de Delhi, fundador de la dinastia afganesa dels Lodis. Va heretar d'un oncle el govern de Sirhind i es va proclamar a Delhi el 1451 després de l'abdicació del darrer sultà de la Dinastia dels Sayyids.

## Joventut
L'11 o el 14 de novembre de 1405 Sayyid Khidr Khan es va erigir en sobirà al Panjab i Multan (abans de dominar Delhi el 1414) i l'afganès Sultan Shah Lodi (també Islam Khan) fou nomenar governador de Sirhind, disposant d'un fort contingent de 12.000 homes la major part de la seva pròpia tribu; el germà de Sultan Shah Lodi, Malik Kala, es va casar amb una neboda filla de Sultan Shah i va rebre en feu Dawrala (a la regió de Sirhind) i es va posar al servei de Nasir Khan que havia estat nomenat governador de Multan per Khidr Khan. Malik Kala va tenir en aquest temps (l'any no se sap) un fill que va portar el nom de Bahlul kan.
Malik Kala va morir en una batalla contra els niyazis, emigrants a la vall de l'Indus, i el seu jove fill fou criat per Malik Sultan Shah Lodi a Sirhind que el va casar amb la seva filla Shams Khatun. De jove es va dedicar al comerç de cavalls i va arribar a vendre els millors al sultà Sayyid Muhàmmad-Xah (1435-1445) i en pagament li fou concedida una pargana en jagir i se li va donar el títol d'amir. Es diu que un dia va anar a Samana i va visitar junt amb dos companys al santó local Sayyid Abban; aquest va demanar 2000 tankes a canvi del tron de Delhi; només en tenia 1300 que les va posar i se li van acceptar i el va declarar futur sobirà de Delhi.

## Govern de Sirhind
A la mort de Sultan Shah Lodi (març de 1413), aquest havia designat hereu a Bahlul en preferència al seu fill gran Kutb Khan, i la milícia afganesa es va dividir entre tres pretendents: Kutb Khan, Malik Firuz (germà de Sultan Shah Lodi) i Bahlul. Firuz va donar suport a Bahlul mentre Kutb Khan rebia el suport de Sayyid Muhàmmad-Xah; aquest darrer va enviar un exèrcit manat pel seu wazir Malik Sikandar Tuhfa i per Jasrath Khokar per expulsar a Bahlul de Sirhind; els afganesos foren derrotats i Bahlul va fugir a les muntanyes, mentre Malik Firuz fou fet presoner i el seu fill Malik Shahin Khan va morir en combat. Quan Jasrath va retornar al Panjab, Bahlul va reagrupar al seu exèrcit dispersat i Malik Firuz al mateix temps va aconseguir fugir de Delhi i reunir-se amb el seu nebot. El 1436 les forces reunides de Bahlul i Firuz van recuperar Sirhind. El sultà va enviar llavors un exèrcit sota el comandament del seu oficial Hadjdji Shudani conegut com a Husam Khan, però fou derrotat a Kara (lloc no identificar proper a Khidrabad Sadhura, i que podria ser Kharar al districte d'Ambala). Husam Khan es va retirar a Delhi i Bahlul es va apoderar de part del Panjab incloent Lahore.
Quan el sultà de Malwa Mahmud Shah I va envair el territori del sultanat de Delhi el 1440, el sultà Sayyid Muhàmmad-Xah li va demanar ajut i Bahlul va acceptar a canvi que el wazir Husam Khan fos substituït pel seu propi recomanat, Hamid Khan. El sultà s'hi va avindre i va fer matar Husam Khan. Llavors Bahlul es va incorporar a l'exèrcit imperial amb 8000 milicians afganesos, junt a 20.000 soldats imperials a cavall. Va estar llest a la batalla i va derrotar les forces de Malwa, i el sultà de Malwa va demanar la pau i es va retirar ràpid cap a la seva capital Mandu on havia esclatat una revolta i el sultà Ahmad del Gujarat estava envaint el país. L'exèrcit de Malwa en retirada fou atacat per Bahlul i el sultà li va donar a aquest el títol de Khan-i-Khanan i li va reconèixer els territoris que ja ocupava al Panjab incloent Lahore i Dipalpur.
Tot seguit es va revoltar contra Sayyid Muhàmmad-Xah i es va annexionar Sunam, Hisar Firuza i altres regions del Panjab. Fins a dues vegades va provar d'ocupar Delhi sense èxit, la primera el 1443 i la segona el 1447 durant el regant de Sayyid Alà-ad-Din Àlam-Xah (1445-1451). Alà-ad-Din era un sultà feble que de fet només governava a una trentena de km a l'entorn de Delhi (la dita "Dihli ta Palam badshahi Sha Alam" = "L'autoritat d'Àlam Xah s'estén de Delhi a Palam", es va fer famosa). El sulta va decidir executar al seu wazir Hamid Khan que assabentat, va fugir a Badaun i després es va apoderar del palau de Delhi (1448), mentre el sultà fugia a Badaun. Mahmud Shah Sharki de Jaunpur va reclamar el tron de Delhi al·legant que el sultà Sayyid Alà-ad-Din Àlam-Xah era el germà de la seva dona. Hamid Khan es va veure en posició dèbil a causa de les maniobres del sultà i de l'hostilitat de part de la noblesa de Delhi, i va cridar a Bahlul Lodi de Sirhind. Bahlul va anar a Delhi, però hàbilment va refusar assolir el govern perquè es va adonar que les circumstàncies no eren favorables.

## Sultà de Delhi
Dos anys després va ordenar al seu cosí i cunyat Kutb Khan Lodi (amb el qual s'havia reconciliat feia temps) l'arrest d'Hamid Khan, del que no es fiava, i va proposar pel tron a Sayyid Alà-ad-Din Àlam-Xah, però aquest va abdicar a favor de Bahlul preferint viure una vida fàcil allunyat del poder a Badaun on va restar fins a la seva mort el juliol del 1478. Així Bahlul va pujar al tron de Delhi el 19 d'abril de 1451 amb el títol d'Abu l-Muzaffar Bahlul Shah. Kutb Khan Lodi per orde de Bahlul va enverinar a Hamid Khan poc després. Però els nobles de Delhi eren contraris quasi tots als clans nobles afganesos (lodis, nuhanis, farmulis i sarwanis, dels quals Bahlul es considerava com un "primus inter pares"), i la reina Bibi Raji, van cridar Mahmud Shah Sharki per assolir el poder (1452).
Aquest va reunir un exèrcit amb 170.0000 homes la major part cavallers (i amb 1800 elefants) i va avançar fins a la capital Delhi que va atacar. Delhi fou defensada per Khwadja Bayazid, fill de Bahlul Lodi, el qual estava a Dipalpur, i que va retornar ràpidament amb set mil homes; Mahmud, assabentat de l'arribada de Bahlul, va enviar 30.000 homes i 30 elefants manats per Darya Khan Lodi i Fath Khan Harawi que es van lliurar batalla a Narela (a uns 30 km al nord de Delhi); Darya Khan, que era també afganès lodi com Bahlul, va ser guanyat a la causa d'aquest per Sayyid Shams al-Din, i va desertar, desmoralitzant a l'exèrcit de Mahmud que tot i ser superior numèricament fou derrotat. Fath Khan fou fet presoner i executat. Mahmud Shah es va haver de retirar cap a Juanpur. Bahlul llavors va decidir estendre els seus territoris i va ocupar Rapri i Etawah; en aquesta ciutat es van enfrontar altre cop els dos exèrcits (856 de l'hègira, 1452/1453) sense un guanyador clar; això va impulsar la pau ajustada per la mediació d'un costat de Kutb Khan, el cosí i cunyat de Bahlul Lodi, i de l'altra de Ray Pratan, senyor de Bhongaon i Kampil. Bahlul havia de retornar el sets elefants que havia capturat a Narela i els dos estats conservarien els seus territoris dins els límits que tenien en temps d'Ibrahim Shah Sharki i de Sayyid Mubarak-Xah (1421-1435) excepte Shamsabad que seria cedida a Bahlul.
El 1456 o inicis del 1457 es va reprendre la lluita entre el Sultanat de Jaunpur i Delhi quan el governador xàrquida de Shamsabad, Djawna Khan, va refusar entregar la ciutat a Bahlul tal com s'havia pactat. La ciutat fou ocupada per la força i en fou nomenat governador Ray Karan. Mahmud va anar en ajut de Djawna Khan i fou atacat de nit per Kutb Khan i Darya Khan, però foren derrotats i el primer fet presoner. Bahlul, afligit per aquesta notícia, va reunir forces i va marxar en persona contra Mahmud però aquest es va posar malalt i va morir abans de cap enfrontament (1458). El va succeir el seu fill Muhammad Shah Bhikan Khan conegut com a Muhammad Shah Sharki que va reconèixer la possessió de Shamsabad a Bahlul, però va mantenir la mobilització de l'exèrcit. Foren les seves pròpies tropes el que el van matar i va pujar al tron Husayn Shah Sharki que va signar una treva amb Bahlul Shah Lodi.
La seva reina principal Malika-i Djahan Bibi Khumza, filla de l'antic sultà de Delhi Sayyid Ala al-Din Alam Shah (1445-1451) el pressionava per atacar Delhi i restablir el poder de la seva nissaga i el 1473, aprofitant que Bahlul estava en campanya al Panjab, va envair el seu territori. L'exèrcit de Delhi era inferior i Bahlul Shah Lodi va demanar la pau que li fou refusada; però l'exèrcit de Jaunpur va patir diverses derrotes i finalment Husayn Shah va haver de fugir per cames per salvar la vida i el seu harem incloent al reina principal va caure en mans de Bahlul.
En revenja Husayn Shah Sharki, després de reorganitzar les seves forces, va atacar Etawah governada per Kutb Khan Lodi cosí i cunyat de Bahlul (1474) però fou altre cop derrotat. Un nou intent poc després va tenir el mateix resultat. Després d'un temps de pau, va tornar a entrar en guerra amb Delhi en 1479, i finalment va aconseguir vencer als Lodis, però quan es retirava després de la victòria, fou atacat per Bahlul pel darrere i fou derrotat, havent de cedir per ajustar la pau Kanli, Patiala i altres viles del Doab. Hysaun Shah Sharki va reorganitzar altre cop les seves forces durant la pau que va seguir, i va reprendre la guerra el 1486 lliurant la decisiva batalla de Sunhar al districte d'Etawah on va patir una derrota completa i la seva capital, Jaunpur fou ocupada per les forces del Bahlul Shah Lodi. Poc temps després el fill d'aquest, Babrak Shah o Barbak Shah, fou nomenat virrei. Això fou un evident error polític de Bahlul, ja que donava a Barbak el poder suficient per plantar cara al seu germà Sikandar Lodi, designat successor a Delhi. Bahlul també va nomenar altres parents a importants càrrecs: Alam Lodi a Manikpur, el seu nebot Kala Pahar a Bahraich, Azam Humayun Lodi a Lakhnau i a Kalpi i Khan Jahan Lodi a Badaun; a més Nizam Khan tenia el Panjab i la major part del Doab.
Bahlul va morir el 17 de juliol de 1488 a Mallawal (prop de Saket al costat d'Aligarh). Fou portat a Delhi i enterrat al Bagh-i Djuh. El va succeir el seu fill Sikandar Lodi.